# フィリス・ディラー
フィリス・ディラー（Phyllis Diller,  1917年7月17日 - 2012年8月20日）は、アメリカ合衆国の女優、声優、コメディエンヌである。

## 来歴
1917年にオハイオ州ライマに生まれる。父親は保険代理店で働いていた。地元の高校を卒業後、音楽系の学校でピアノを習得し、Bluffton Universityへ編入学した。1952年にカリフォルニア州のローカルラジオでキャリアをスタート。同年にテレビ番組『Phyllis Dillis, the Homely Friendmaker』もスタートし、活動の場をサンフランシスコへ移し、ラジオを中心にキャリアを重ねていった。
サンフランシスコではスタンダップコメディの分野でも活躍し、知名度を得ていくと、1961年に『草原の輝き』で映画デビュー。1966年から放送されたコメディドラマ『The Pruitts of Southampton』や1969年から放送されたコメディラブドラマ『恋愛専科』などへはレギュラー出演もし、その後もコミカルな演技でキャリアを重ね、数々の映画やテレビに出演して女優としての地位を確立した。1990年以降はアニメーションの声優としても活躍し、ピクサーが製作した『バグズ・ライフ』などへは女王アリの声も担当。晩年は数々の人気テレビアニメシリーズの声のゲスト出演も果たしている。近年ではテレビシリーズ『ザ・ボールド・アンド・ザ・ビューティフル』でも知られていた。

### 私生活
これまで結婚と離婚を二度繰り返しており、これまでの結婚で6人の子供をもうけている。1999年に一度心臓発作を起こしているが、その後復帰。今後の更なる活躍が期待されていたが、2012年8月20日にロサンゼルスの自宅で自然死。95歳だった。

## 出演作品

### 映画
- 草原の輝き Splendor in the Grass (1961)
- The Fat Spy (1966)
- おフロの女王さま Boy, Did I Get a Wrong Number! (1966)
- 一家8人逃亡す Eight on the Lam (1967)
- The Private Navy of Sgt. O'Farrell (1968)
- Did You Hear the One About the Traveling Saleslady? (1968)
- The Adding Machine (1969)
- Swing Out, Sweet Land (1970) ※テレビ映画
- サンシャイン・ボーイズ The Sunshine Boys (1975)
- A Pleasure Doing Business (1979)
- ピンク・モーテル Pink Motel (1982)
- Happily Ever After (1985) ※テレビ映画
- Jonathan Winters: On the Ledge (1987) ※テレビ映画
- 鏡の国のアリス Alice Through the Looking Glass (1987) ※テレビ映画
- ザ・マッドサイエンティスト/ 新ヤングフランケンシュタイン Doctor Hackenstein (1988)
- Pucker Up and Bark Like a Dog (1989)
- ボーンヤード The Boneyard (1990)
- Carol Leifer: Gaudy, Bawdy & Blue (1992)
- The Perfect Man (1993)
- 羊たちの沈没 Il silenzio dei prosciutti (1994)
- Peoria Babylon (1997)
- The Debtors (1999)
- Everything's Jake (2000)
- The Last Place on Earth (2002)
- Hip! Edgy! Quirky! (2002)
- モトクロス・キッズ Motocross Kids (2004)
- West from North Goes South (2004)
- Unbeatable Harold (2006)
- Forget About It (2006)
- Casper's Scare School (2006) ※テレビ映画

### アニメ映画
- マッド・モンスター・パーティー Mad Monster Party? (1967)
- Happily Ever After (1990)
- バグズ・ライフ Bug's Life (1998)
- くるみ割り人形〜マリーとおかしな仲間たち The Nuttiest Nutcracker (1999)
- Light of Olympia (2008)

### テレビシリーズ
- バットマン Batman (1966)
- The Red Skelton Show (1966 - 1971)
- The Pruitts of Southampton (1967 - 1968)
- That's Life (1969)
- それ行けスマート Get Smart (1969)
- The Good Guys (1969)
- Love, American Style (1969 - 1973)
- 四次元への招待 Night Gallery (1971, 1972)
- Wait Till Your Father Gets Home (1973)
- 白バイ野郎ジョン&パンチ CHiPs (1978)
- ラブ・ボート The Love Boat (1979, 1982)
- アズ・ザ・ワールド・ターンズ As the World Turns (1984)
- ジェファーソンズ The Jeffersons (1985)
- フロム・ザ・ダークサイド 3つの闇の物語 Tales from the Darkside (1985)
- 227 (1990)
- ドリーム・オン Dream On (1993)
- Mrs. Piggle-Wiggle (1994)
- ブロッサム Blossom (1993, 1994)
- ボーイ・ミーツ・ワールド Boy Meets World (1994)
- ザ・ボールド・アンド・ザ・ビューティフル The Bold and the Beautiful (1997 - 2012)
- Emily of New Moon (1998, 1999)
- セブンスヘブン 7th Heaven (1999, 2003)
- ハリウッド・オフ・ランプ Hollywood Off-Ramp (2000)
- タイタス Titus (2001, 2002)
- おとぼけスティーブンス一家 Even Stevens (2002)
- クィンタプレッツ 5つ子はティーンエイジャー Quintuplets (2005)
- ブック・オブ・ダニエル The Book of Daniel (2006)

### テレビアニメ
- キャプテン・プラネット Captain Planet and the Planeteers (1991)
- アニマニアックス Animaniacs (1998)
- キング・オブ・ザ・ヒル King of the Hill (1999)
- ワイルド・ソーンベリーズ The Wild Thornberrys (1999)
- ヘイ・アーノルド! Hey Arnold! (1999)
- ジミー・ニュートロン 僕は天才発明家! The Adventures of Jimmy Neutron: Boy Genius (2002, 2004)
- パワーパフガールズ The Powerpuff Girls (2004)
- ロボット・チキン Robot Chicken (2005)
- ファミリー・ガイ Family Guy (2006, 2007)